# Svartgölen (Svenarums socken, Småland)
Svartgölen är en sjö i Vaggeryds kommun i Småland och ingår i Lagans huvudavrinningsområde.